# Tomosvaryella flavicrus
Tomosvaryella flavicrus är en tvåvingeart som beskrevs av Hardy 1968. Tomosvaryella flavicrus ingår i släktet Tomosvaryella och familjen ögonflugor.
Artens utbredningsområde är Filippinerna. Inga underarter finns listade i Catalogue of Life.